# Huis Doorn
Huis Doorn (em português Casa Doorn) é um pequeno palácio dos Países Baixos situado em Doorn, na Província do Utrecht. Foi a residência de exílio do Imperador Guilherme II da Alemanha e actualmente é um museu.

## Origens e Arquitectura
As primeiras referências a uma casa senhorial em Doorn remontam ao ano de 838. No século XIII foi construído um pequeno castelo com fosso, por Adolf van Waldeck, o qual seria destruído em 1322, começando a reconstrução cerca de vinte cinco e anos depois, sofrendo novas remodelações nos séculos XV e XVI. Em 1536 tornou-se numa casa senhorial. Nos séculos XVI e XVII foram erguidos edifícios residenciais em volta do pátio, criando uma unidade com o edifício principal. Em 1796, foram executadas importantes obras de remodelação num estilo conservador, provavelmente lideradas pelo arquitecto de Amesterdão Abraham van der Hart, alcançando o palácio a sua forma actual. Nesta época, o parque foi organizado como um jardim paisagístico à inglesa. O tamanho da herdade constituiu um obstáculo para o desenvolvimento da aldeia de Doorn, razão que levou ao loteamento da propriedade em 1874.
O edifício tem apenas sete eixos de janelas, consistindo num edifício central com duas alas laterais salientes. O jardim é adornado com um pequeno torreão. O conjunto do edifício, rectangular e rodeado por fosso, é construído em tijolo, assim como o pátio, enquanto as paredes da fachada voltada para o jardim são brancas. A estrutura base do interior e os adornos remontam ao século XIX.

## Huis Doorn na época de Guilherme II

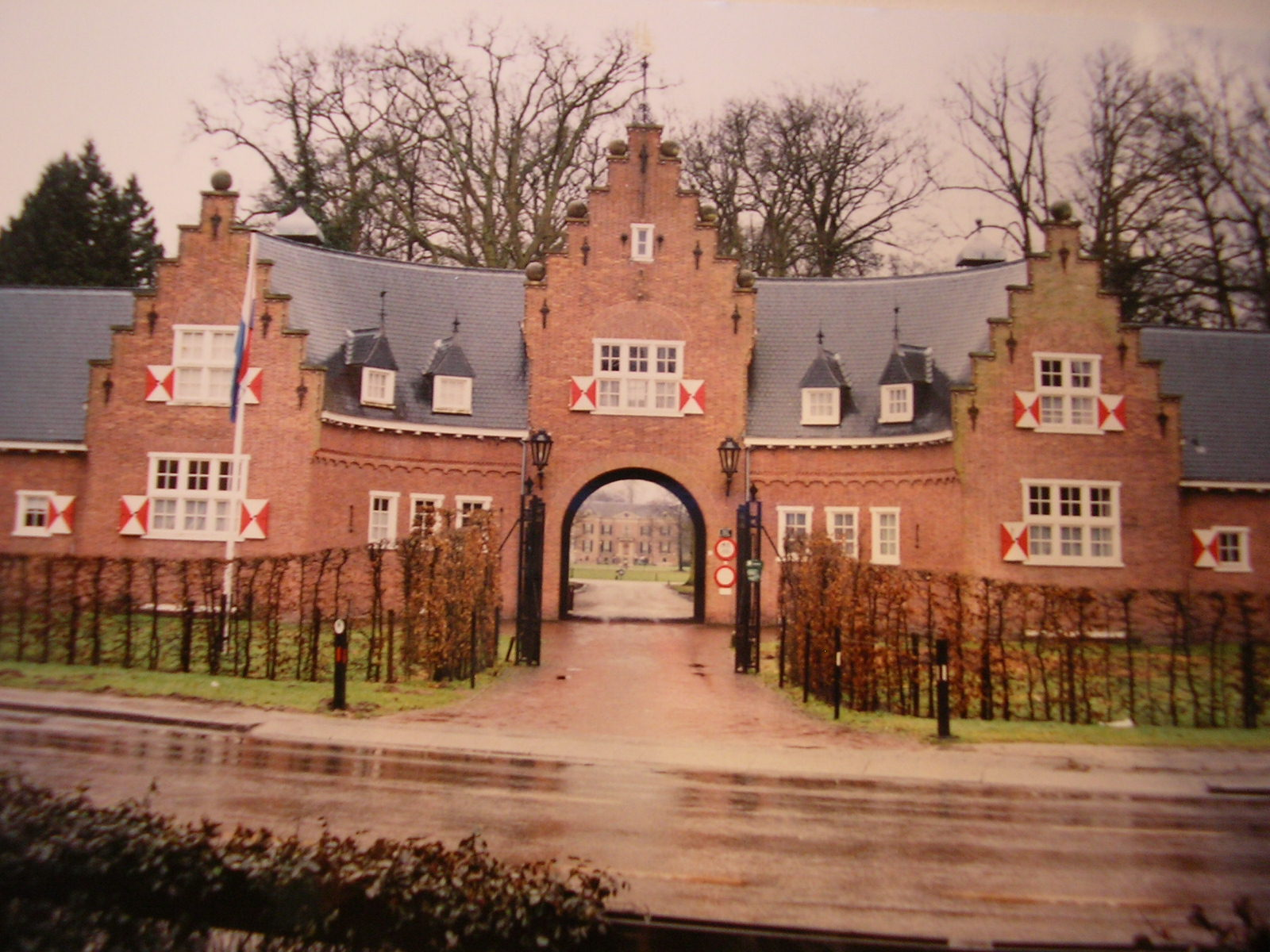
Portaria de Huis Doorn, mandada edificar por Guilherme II da Alemanha.

O palácio deve grande parte da sua fama ao Imperador Guilherme II da Alemanha que, logo após a revolução de Novembro de 1918, encontrou asilo na Holanda. Em 1919 comprou Huis Doorn à Baronesa Heemstra de Beaufort, tia da actriz Audrey Hepburn. Durante as obras de renovação, a famíia imperial residiu no vizinho Kasteel Amerongen. O antigo imperador acrescentou uma portaria de gosto neo-renascentista holandês e mandou organizar um roseiral. Por outro lado, fez construir um mausoléu, sob supervisão do arquitecto berlinense E. Kiessling, uma vez que não queria ser enterrado em terra estrangeira e não desejava regressar a uma Alemanha republicana. 
O antigo imperador instalou-se na Huis Doorn com a sua família a partir de 1920, onde residiu até à sua morte, em 1941. Embora tenha perdido praticamente todos os seus 70 palácios na Alemanha após o final da Primeira Guerra Mundial, conseguiu que lhe fossem enviados para Huis Doorn 59 vagões com objectos pessoais e de família - mobiliários, obras de arte e lembranças - vindos dos seus palácios de Berlim e Potsdam, nomeadamente do Novo Palácio de Potsdam, de onde chegou um comboio cheio de mobílias, com a generosa permissão da República de Weimar. Numa boa dúzia de salas estão disponíveis até hoje vários tesouros de todos os grandes períodos da história da arte europeia. 
O palácio está rodeado por um grande parque de 35 hectares que, por sua vez, continua na floresta vizinha. Os extensos jardins foram o motivo decisivo para a compra da Huis Doorn pelo casal imperial, uma vez que a serração de madeira era o desporto favorito do imperador. Durante os seus anos de exílio, Guilherme II abateu milhares de árvores da propriedade ao longo dos anos e dividiu-as em vastas pilhas de lenha, desnudando a paisagem. Por esse motivo, foi designado pelos seus inimigos como o "cortador de madeira de Doorn". 
O exílio de Guilherme II na Holanda teve como base os laços de família com a Rainha Guilhermina dos Países Baixos, a qual, segundo alguns, se sentia embaraçada com as suas declarações políticas. Na verdade, Guilherme raramente falou em público durante o seu exílio. A sua primeira esposa, Augusta Vitória, faleceu em Huis Doorn no dia 11 de Abril de 1921, acabando o seu corpo por ser levado de volta a Potsdam, onde foi sepultado no Templo de Antiguidades. Guilherme só pôde acompanhá-la na última viagem até à fronteira com a Alemanha.
Um feliz evento aconteceu em 1938, quando o seu neto, o Príncipe Luís Fernando, casou com a Grã-duquesa Kira da Rússia em Huis Doorn. 
Guilherme faleceu em Huis Doorn no dia 4 de Junho de 1941, com os soldados nazis ocupantes de guarda aos portões da propriedade. Foi sepultado no pequeno mausoléu nos jardins, aguardando o seu regresso à Alemanha depois duma hipotética restauração da monarquia prússia, de acordo com os termos do seu testamento; o seu desejo de que nenhuma suástica fosse exibida no seu funeral não foi atendido. Porém, recusou-se a ter um grande em Berlin, o que frustrou consideravelmente Hitler que desejava caminhar atrás do caixão de Guilherme II como seu presumível sucessor natural.
Em 1945, logo após o final da Segunda Guerra Mundial, o governo holandês confiscou o palácio e o seu espólio doméstico como propriedade alemã. Foram plantadas, então, muitas árvores novas, pelo que, passados 60 anos, o parque florestal está recuperado.

## O museu na Huis Doorn
Actualmente, a Huis Doorn e o seu parque estão disponíveis ao público como um museu. As instalações não se encontram exactamente como na época de Guilherme II. Embora se tente manter, tanto quanto possível, a autenticidade, com o passar dos anos alguns objectos passaram para as mãos dos herdeiros do imperador, os membros da Casa de Hohenzollern. Por outro lado, por vezes também são emprestadas peças para exposições noutros locais. Apesar de tudo, algumas salas ainda se mantêm completamente intactas. Entre as peças expostas encontram-se cómodas marchetadas, tapeçarias, pinturas de artistas da corte alemã, porcelanas e pratas. As colecções de caixas de rapé e relógios de Guilherme II, anteriormente pertencentes a Frederico o Grande, são consideradas por alguns como as mais interessantes do palácio.
Os temas das colecções são: 
- O Palácio. Huis Doorn é um palácio completo com uma corte em pequena escala. Possui alas separadas para o príncipe e para a sua esposa, Salão dos Espelhos, Sala de Audiências, gabinete dos ajudantes e uma grande cozinha, além do parque palaciano e do mausoléu.
- A Vida de uma Família. Como já foi dito, o aspecto interior do palácio corresponde, em grande medida, ao que tinha aquando da morte do seu senhor. Pode perceber-se como o imperador viveu ali com a sua primeira e segunda esposas, rodeado por recordações e aguardando a restauração da monarquia.
- Uma Amálgama de História. Huis Doorn é - precisamente devido a todas as peças de propriedade familiar - um museu com muito interesse histórico e cultural. Pode destacar-se a pintura de coroação do Príncipe-eleitor Frederico III de Brandenburgo como primeiro Rei na Prússia, a pintura dos Amigos de Frederico o Grande em Sanssouci, da mesma colecção das caixas de rapé, cartas da Rainha Vitória e as aguarelas de fiordes noruegueses - para citar apenas alguns exemplos. Não é possível ver a cadeira onde Hermann Göring se sentou, uma vez que esta ardeu.

## Curiosidades
- Todos os anos, em Junho, um dedicado grupo de monárquicos alemães vem a Huis Doorn prestar as suas homenagens ao imperador e depôr grinaldas, acompanhados por soldados em uniformes da época e representantes de modernas organizações monárquicas, como a Tradition und Leben de Colónia.
- A Baronesa Ella van Heemstra (1900-1984), mãe da actriz Audrey Hepburn, passou grande parte da sua infância neste palácio.
- Cinco dos amados dachshunds de Guilherme estão sepultados no parque. Uma pedra é dedicada à memória de Senta, um desses cães que acompanhou o imperador durante toda a Primeira Guerra Mundial e faleceu em 1927, com 20 anos de idade.

## Literatura
- Kolman, C. et al. (1996), Monumenten in Nederland: Utrecht, pp. 109–111. Waanders Uitgevers, Zwolle. ISBN 90-400-9757-7.